# Persoonieae
Tribu
Taxons de rang inférieur
- Acidonia
- Garnieria
- Persoonia
- †Persoonieaephyllum
- Toronia

Les Persoonieae sont une tribu de plantes à fleurs de la famille des Proteaceae et de la sous-famille des Persoonioideae. Toutes les espèces sont endémiques d'Océanie. Plus précisément, le genre type Persoonia et le genre Acidonia sont endémiques d'Australie ; Garnieria est endémique de Nouvelle-Calédonie et Toronia de Nouvelle-Zélande.

## Taxonomie
Cette tribu est décrite et nommée par le botaniste autrichien Stephan Ladislaus Endlicher en 1837.

### Liste des genres
Selon Weston & Barker, 2006 :
- Acidonia L.A.S.Johnson & B.G.Briggs
- Garnieria Brongn. & Gris
- Persoonia Sm.
- Toronia L.A.S.Johnson & B.G.Briggs

Une étude de 2010 y ajoute le genre fossile Persoonieaephyllum.
Les genres Acidonia, Garnieria et Toronia sont tous les trois monospécifiques.

## Description
Ce sont des arbres ou arbustes bisexuels. Les cotylédons sont de section elliptique à linéaire, sessile, semi-circulaire à semi-ellipsoïdale à triangulaire. Les feuilles sont entières. L'inflorescence est un racème ou épi, souvent feuillu et auxotelique chez Persoonia. Les étamines sont monomorphes, l'anthère abaxial étant stérile et adnate au tépal abaxial chez Persoonia  hakeiformis. L'ovaire est brièvement stipulé ; il contient entre 1 et 7 ovules. Le fruit est une drupe ; l'endocarpe est pierreux, pénétrant entre les graines. Ces dernières sont par une ou deux, ovoïdes, non ailées ; les fruits sont susceptibles d'être une synapomorphie pour cette tribu.